# カウローニア
カウローニア（イタリア語: Caulonia）は、イタリア共和国カラブリア州レッジョ・カラブリア県にある、人口約7,100人の基礎自治体（コムーネ）。

## 地理

### 位置・広がり

#### 隣接コムーネ
隣接するコムーネは以下の通り。括弧内のVVはヴィボ・ヴァレンツィア県所属を示す。
- ナルドディパーチェ (VV)
- パッツァーノ
- プラカーニカ
- ロッチェッラ・イオーニカ
- スティニャーノ

## 行政

### 分離集落
カウローニアには、以下の分離集落（フラツィオーネ）がある。
- Agromastelli, Calatria, Candidati, Campoli, Carrubbara-Liserà, Crochi, Cufò, Pezzolo, Focà, Tumba, Migliuso, Marina di Caulonia, Percia, Pezzolo, Popelli, Salincriti, San Nicola, Scrongi, Sorgiulia, Stefano, Ursini, Vasì, Ziia